# Faraoani
Faraoani est une commune roumaine située dans le județ de Bacău.